# Mythicomyces
Mythicomyces é um gênero fúngico da família Mythicomycetaceae [en]. Um gênero monotípico, contém a única espécie Mythicomyces corneipes, descrita pela primeira vez por Elias Magnus Fries em 1861. O fungo produz corpos frutíferos (basidiocarpos) com píleos brilhantes, de amarelo-alaranjado a fulvo, com 1 a 3 cm de diâmetro. Esses são sustentados por estipes que medem 2 a 5,7 cm de comprimento e 1 a 2 mm de espessura. Uma espécie rara a incomum, é encontrada em regiões temperadas do norte da América do Norte e Europa, onde geralmente frutifica em grupos, em áreas úmidas de florestas temperadas de coníferas. Há várias espécies com as quais M. corneipes pode ser confundido devido à aparência semelhante ou habitat e distribuição similares, mas características microscópicas permitem diferenciá-las com segurança.

## Taxonomia
O gênero Mythicomyces foi circunscrito em 1986 pelos micologistas Scott Redhead e Alexander H. Smith para abrigar a espécie originalmente nomeada Agaricus corneipes por Elias Magnus Fries em 1861. Fries descreveu a espécie a partir de coletas feitas em uma floresta de abeto perto de Alsike [en], Suécia; posteriormente, ela foi registrada na América do Norte (noroeste dos EUA) por Andrew Price Morgan [en] em 1907, e várias vezes por Smith. Ao listar os sinônimos da espécie, Redhead e Smith citaram o ano de publicação da obra de Fries como 1863 em vez do correto 1861, o que tornou sua nova combinação inválida segundo as regras do Código Internacional de Nomenclatura Botânica, embora o nome genérico fosse válido. O binômio foi validado em 2011.
Ao longo de sua história taxonômica, a espécie também foi colocada em Geophila por Lucien Quélet em 1886, e em Psilocybe por Petter Adolf Karsten em 1879. O especialista em Psilocybe, Gastón Guzmán [en], excluiu o táxon desse gênero em sua monografia de 1983, com base em seus esporos rugosos sem poro germinativo, esporada pálida, textura do estipe e micélio basal fulvo. Guzmán, que examinou as coletas de Smith nos EUA, sugeriu que o material poderia ser mais apropriadamente considerado do gênero Galerina, mas Redhead e Smith observaram que várias características de Mythicomyces corneipes são inconsistentes com a colocação em Galerina, incluindo a cor da esporada, textura do estipe e micélio basal fulvo.
Redhead e Smith posicionaram o gênero na família Strophariaceae [en], pois a biologia dos corpos frutíferos e a cor da esporada se alinhavam com o conceito amplo dessa família proposto por Robert Kühner em 1984. Eles notaram, porém, que o gênero não se encaixava bem em um conceito mais restrito da família devido à ausência de poro germinativo e paredes de esporos rugosas. Mais recentemente, autoridades taxonômicas colocaram o gênero na família Psathyrellaceae [en]; análises de filogenética molecular mostraram que ele é mais próximo dessa família, onde Mythicomyces e Stagnicola [en] formam um clado irmão do restante da família. Em 2019, a família Mythicomycetaceae [en] foi reconhecida para os dois gêneros, Mythicomyces e Stagnicola.

## Descrição

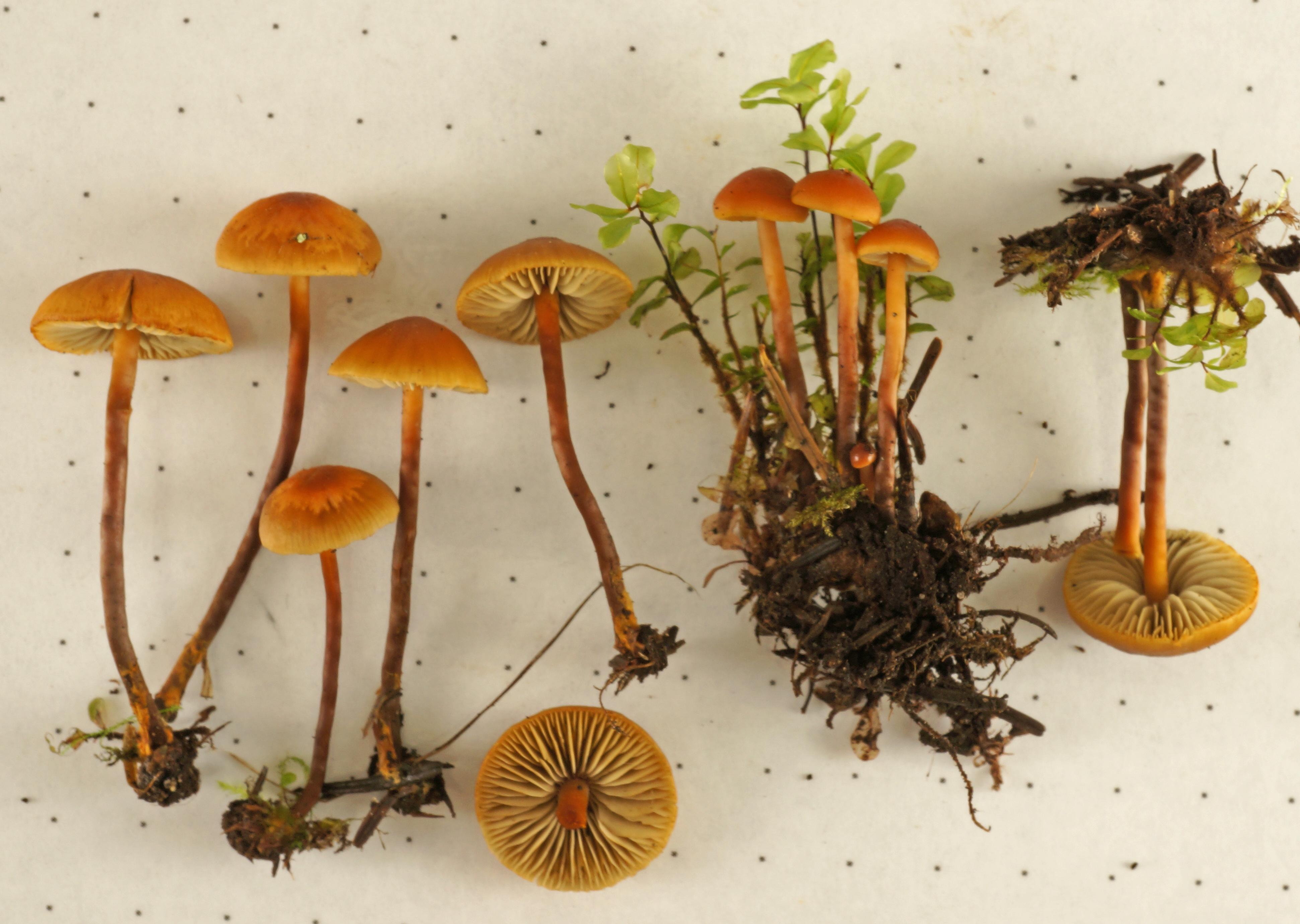
Uma coleta de Washington, EUA.

O píleo é inicialmente cônico com margens voltadas para dentro, expandindo-se para campanulado ou amplamente convexo na maturidade, alcançando 1 a 3 cm de diâmetro. O chapéu às vezes apresenta um umbo, que varia de arredondado a cônico. A cor do chapéu vai de laranja opaco a brilhante quando jovem, tornando-se marrom-amarelado (fulvo) na maturidade. É higrófana, e a cor desbota para amarelo-couro. A superfície do píleo é lisa e polida, ligeiramente translúcida, permitindo que as linhas radiais das lamelas sejam visíveis na margem.
As lamelas são densamente espaçadas, com dois níveis de lamelas curtas intercaladas. Têm uma inserção adnata a adnexa no estipe, embora tendam a se separar do estipe na maturidade. Inicialmente pálidas a esbranquiçadas, tornam-se acastanhadas quando os esporos amadurecem.
O estipe liso mede 3 a 5,7 cm de comprimento por 1 a 2 mm de espessura. Amarelado a laranja pálido na parte superior e marrom-avermelhado escuro na inferior, apresenta micélio fulvo na base. Na maturidade, o estipe escurece para preto a partir da base para cima. Em 1907, Morgan observou que o estipe era notavelmente semelhante ao de Marasmius cohaerens [en].
A carne do cogumelo tem um odor que varia de indistinto a levemente semelhante a plantas do gênero Geranium, enquanto o sabor é indistinto a ligeiramente amargo. A comestibilidade do cogumelo é desconhecida.

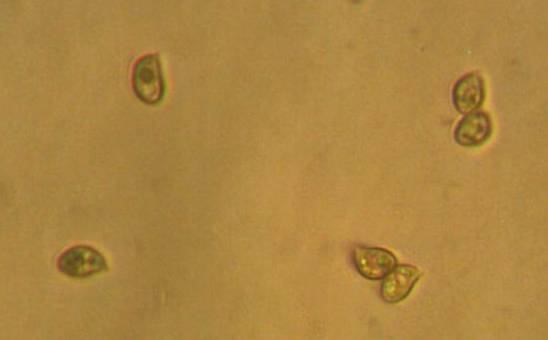
Esporos

A esporada é marrom-purpúrea pálida. Os esporos são ovoides (em forma de ovo) a levemente elipsoides, binucleados, frequentemente contêm uma única gotícula de óleo e medem 6–8,5 por 4–5,5 μm. As paredes dos esporos são rugosas com pequenos pontos e cristas. Os basídios (células portadoras de esporos) são em forma de taco, com quatro esporos, e medem 24–26 por 6–8,5 μm. Os cistídios na face das lamelas (pleurocistídios) são abundantes, fusiformes com a parte central inchada e ápices espessos, ocasionalmente incrustados com cristais translúcidos. Têm dimensões de 43–86 por 10–24 μm, com paredes marrom-pálidas a translúcidas e até 3 μm de espessura. Os cistídios na borda das lamelas (queilocistídios) são morfologicamente semelhantes, mas mais curtos. A cutícula do píleo é composta por uma camada de hifas gelatinizadas dispostas radialmente, com 1–4 μm de diâmetro. As fíbulas estão presentes nas hifas.

### Espécies semelhantes
Stagnicola perplexa é semelhante em aparência e compartilha habitats e uma distribuição geográfica comparáveis a Mythicomyces corneipes. S. perplexa geralmente apresenta uma coloração mais desbotada e produz impressões de esporos acastanhadas sem tons purpúreos. As duas espécies podem ser diferenciadas com segurança por características microscópicas, já que Stagnicola possui esporos lisos e queilocistídios com paredes finas. Devido à cor semelhante do píleo e ao habitat entre musgos, Phaeocollybia attenuata pode ser confundida com M. corneipes. Phaeocollybia attenuata pode ser facilmente distinguida no campo pela longa pseudorriza semelhante a um fio que se estende abaixo do substrato, e microscopicamente pelos esporos limoniformes-globosos muito mais ornamentados e pela ausência de pleurocistídios. Outras espécies morfologicamente semelhantes incluem Hypholoma udum e H. elongatum, mas, ao contrário de M. corneipes, ambos os agáricos têm esporos lisos, cistídios amarelos (crisocistídios) e não possuem metuloides. A semelhante espécie Galerina sideroides é encontrada em Washington, Michigan e Suécia, onde frutifica em grupos em troncos de coníferas apodrecidos. Ela apresenta características microscópicas distintas, como uma faixa mais ampla de larguras basidiais (20–40 μm) e ausência de pleurocistídios.

## Habitat e distribuição
Mythicomyces corneipes é um fungo sapróbio, utilizando detritos vegetais — geralmente fragmentos de madeira — como substrato. Os corpos frutíferos aparecem no outono, crescendo em grupos entre musgos em habitats úmidos, como nas margens de pântanos ou sob coníferas ou bétulas em solos encharcados por inundações primaveris. Foi registrado na América do Norte, onde é mais comum na região do noroeste do Pacífico, e na Europa, onde é raro, mas amplamente distribuído na parte norte do continente. Em 1938, Smith classificou a espécie como "extremamente rara".

## Etimologia
O nome Mythicomyces foi criado para refletir que o fungo possuía uma combinação anômala de características morfológicas e anatômicas que pareciam abranger várias famílias de cogumelos, como se fosse um cogumelo mítico. Sua unicidade morfológica e isolamento de outras famílias de cogumelos foram posteriormente confirmados por análises moleculares, resultando na nova família Mythicomycetaceae, junto com outro gênero de agárico anômalo, Stagnicola.